# Aleksej Jašin
Aleksej Valer'evič Jašin (in russo Алексей Валерьевич Яшин?; Ekaterinburg, 5 novembre 1973) è un ex hockeista su ghiaccio russo.

## Palmarès

### Olimpiadi invernali
- 2 medaglie:
  - 1 argento (Nagano 1998)
  - 1 bronzo (Salt Lake City 2002)

### Mondiali
- 2 medaglie:
  - 1 oro (Germania 1993)
  - 1 bronzo (Austria 2005)